# Бутень (Арад)
Бутень, Бутені (рум. Buteni) — село у повіті Арад в Румунії. Адміністративний центр комуни Бутень.
Село розташоване на відстані 375 км на північний захід від Бухареста, 64 км на схід від Арада, 123 км на південний захід від Клуж-Напоки, 93 км на північний схід від Тімішоари.

## Населення
За даними перепису населення 2002 року у селі проживали 2135 осіб.
Національний склад населення села:
| Національність | Кількість осіб | Відсоток |
| -------------- | -------------- | -------- |
| румуни         | 2085           | 97,7%    |
| угорці         | 22             | 1,0%     |
| німці          | 11             | 0,5%     |
| цигани         | 6              | 0,3%     |

Рідною мовою назвали:
| Мова      | Кількість осіб | Відсоток |
| --------- | -------------- | -------- |
| румунська | 2101           | 98,4%    |
| угорська  | 24             | 1,1%     |